# کیم کی تای
کیم کی تای (انگلیسی: Kim Ki-tai؛ زادهٔ ۲۳ مهٔ ۱۹۶۹) بازیکن بیس‌بال اهل کره جنوبی است.
وی در مسابقات کشوری و بین‌المللی در مجموع برندهٔ ۱ مدال برنز شده‌است.